# Берар

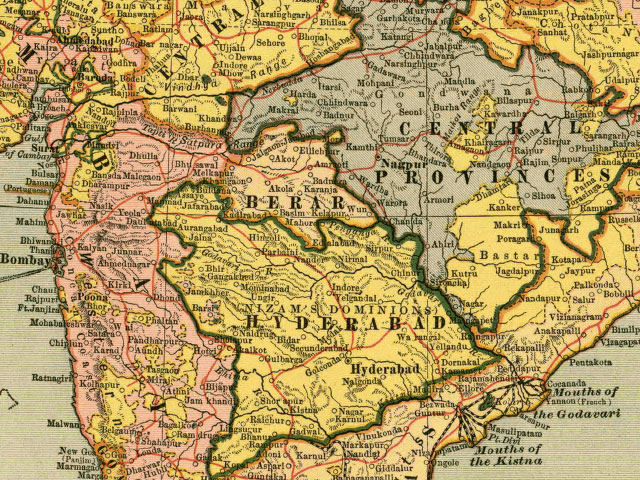
Хайдарабад и Берар в 1903 году

Берар (маратхи बेरार) — исторический регион в центральной Индии. В настоящее время является частью индийского штата Махараштра.
В период распада Бахманидского султаната здесь был образован независимый Берарский султанат (1490—1574) во главе с династией Имад-шахов со столицей в Элличпуре. Берар был присоединен к Ахмеднагару в 1574 г.
Провинция Берар в Империи Великих Моголов была учреждена Акбаром после того, как он отобрал эти земли у Ахмаднагарского султаната.
В 1611 году в этих местах поднял восстание малик Амбар, пытавшийся восстановить Ахмаднагарский султанат. Он захватил существенную часть Декана, и успешно сопротивлялся войскам Джахангира. Лишь в 1628 году, когда на трон империи взошёл Шах-Джахан, Берар вернулся под власть Великих Моголов.
В 1636 году владения Моголов в Декане были разделены на четыре провинции, одной из которых стал Берар. В 1652 году Шах-Джахан назначил своим наместником в Декане своего сына Аурангзеба, который после смерти отца завоевал трон империи в междоусобной войне против братьев. Во второй половине XVII века Аурангзеб вёл в этих местах долгие войны против маратхов. Когда после смерти Аурангзеба на троне империи стали один за другим сменяться слабые правители, то маратхи усилились. В 1720 году, после похода на Дели, пешва маратхов Баладжи Вишванатх получил императорский фирман, гарантирующий ему незваивимость в родной Маратхе и право на сбор налогов в могольском Декане.
Видя никчемность императоров, имперский низам аль-мульк решил создать собственное государство в Декане, и в 1724 году основал Хайдарабад. Весь XVIII век Берар был ареной борьбы между низамами Хайдарабада и маратхами из клана Бхонсле, чьей столицей был Нагпур.
В начале XIX века по итогам второй англо-маратхской войны маратхи отказались от прав на эти территории, и они перешли под контроль Хайдарабада. По договору 1822 года восточной границей Берара была признана река Вардха. Однако прекращение войны не принесло мира: многие отряды маратхов, не получившие оплаты, ушли в банды мародёров, и на большой территории воцарилось беззаконие.
В 1853 году британцы заключили договор с низамом Хайдарабада, в соответствии с которым они брали на себя содержание хайдарабадского воинского контингента, а взамен Британская Ост-Индская компания получала ряд берарских округов Хайдарабада, ставших известными как «Присоединённые округа Хайдарабада» (англ. Hyderabad Assigned Districts). По договору 1860 года британцы взяли на себя административное управление этими землями, хотя формально они при этом оставались под властью низама Хайдарабада.
Под британским управлением Берар стал активно экономически развиваться. Упорядоченная налоговая система привлекла сюда поселенцев, а Гражданская война в США вызвала большой спрос на хлопок. Прокладка железной дороги ещё больше способствовала экономическому развитию региона.
5 ноября 1902 года низам Хайдарабада подписал договор о передаче Берара британцам в постоянную аренду в обмен на крупные ежегодные выплаты. Лорд Кёрзон решил объединить Берар с Центральными провинциями, и 17 сентября 1903 года об этом было объявлено официально. 24 октября 1936 года Центральные провинции были преобразованы в новую провинцию — Центральные провинции и Берар.